# Estación de Les Laumes-Alésia
La estación de Les Laumes-Alésia es una estación ferroviaria francesa de la línea París - Marsella, situada en la comuna de Venarey-les-Laumes, en el departamento de Côte-d'Or, en la región de Borgoña. Por ella transitan únicamente trenes regionales.

## Historia
El tramo en el que se ubica la estación fue inaugurado el 1 de junio de 1851. Inicialmente se encargaba de dar servicio a un pueblo de apenas cien habitantes, sin embargo, el ferrocarril transformó la comuna y multiplicó su población debido al depósito de locomotoras que se instaló en la zona. En 1944 cerca de 600 personas trabajaban para la SNCF, encargadas de mantener a punto todo el material rodante que se veía muy exigido para superar el desnivel de Blaisy-Blas, punto culminante de la línea París-Marsella y antesala del túnel de más 4 kilómetros camino de Dijon.
Desde 1997, explotación y titularidad se reparten entre la propia SNCF y la RFF.

## Situación ferroviaria
La estación se encuentra en un tramo desdoblado, de gran capacidad, de la línea férrea París-Marsella (PK 256,78). Además pertenecía al trazado de la antigua línea férrea Maison-Dieu - Les Laumes-Alésia desmantelada en 1964.

## Descripción
La estación cuenta con tres andenes, uno lateral y dos centrales y seis vías. 
Dispone de atención comercial durante toda la semana excepto domingos y festivos y de máquinas expendedoras de billetes. 

## Servicios ferroviarios

### Regionales
Los TER Borgoña enlazan las siguientes ciudades:
- Línea París - Dijon.
- Línea Auxerre  - Dijon.